# Ideaworks Game Studio
Ideaworks Game Studio là một xưởng phát triển trò chơi điện tử có trụ sở tại Luân Đôn, Anh. Được thành lập vào năm 1998, ban đầu kinh doanh dưới cái tên Ideaworks3D, nó là một xưởng phát triển công nghệ đa nền tảng chất lượng cao và trò chơi điện tử dành cho iPhone và Smartphone. Xưởng này đã tạo ra nhiều trò chơi giành được nhiều giải thưởng, bao gồm những trò chơi và dòng trò chơi dành cho các nhà phát triển hàng đầu thế giới như EA (The Sims 2 Mobile và Need for Speed U2 & Most Wanted), Square Enix (Final Fantasy VII: Dirge of Cerberus Lost Episode), Konami (Metal Gear Solid Mobile), Capcom (Resident Evil: Degeneration) và Activision/ Treyarch (Call of Duty: World at War: Zombies).

## Lịch sử
Thành lập năm 1998, Ideaworks3D được thiết lập nhằm phát triển công nghệ đa nền tảng, chất lượng cao và trò chơi điện tử. Danh tiếng của Ideaworks3D's đã tăng lên nhanh chóng với việc ra mắt trên điện thoại Nokia's N-Gage vào năm 2004, trong đó trò chơi đã phát triển 4 trò chơi tận dụng được chức năng đa người chơi và chức năng chơi mạng.
Năm 2005, một xưởng làm việc đã được thành lập với nhân công làm việc với nền PC để phát triển nền tảng AAA native C++ based trên điện thoại di động.
Vào giữa năm 2009, Ideaworks3D đã được xây dựng lại thành hai nhánh làm việc riêng biệt, trong đó Ideaworks Game Studio tiếp tục làm việc để phát triển trên nền iPhone và Smartphone.

## Các trò chơi
| Ngày phát hành | Trò chơi                                          | Nền tảng               | Phát hành            |
| -------------- | ------------------------------------------------- | ---------------------- | -------------------- |
| 2011           | Fable III Coin Golf                               | Windows Phone 7        | Lionhead Studios     |
| 2009           | Call of Duty: World at War: Zombies               | iPhone                 | Activision/ Treyarch |
| 2009           | BackBreaker Football: Tackle Alley                | iPhone                 | NaturalMotion        |
| 2009           | The Game of Life                                  | iPhone                 | EA                   |
| 2008           | Resident Evil: Degeneration                       | iPhone, Mobile/ NGage  | Capcom               |
| 2008           | Metal Gear Solid Mobile                           | Mobile/ NGage          | Konami               |
| 2007           | Mile High Pinball                                 | N-Gage                 | Nokia                |
| 2007           | System Rush Evolution                             | N-Gage                 | Nokia                |
| 2006           | Need for Speed Most Wanted                        | Mobile                 | EA                   |
| 2006           | Pandemonium!                                      | N-Gage                 | Eidos Interactive    |
| 2006           | Final Fantasy VII: Dirge of Cerberus Lost Episode | Mobile                 | Square Enix          |
| 2006           | Need for Speed Undercover                         | Mobile, N-Gage         | EA                   |
| 2005           | Need for Speed Underground 2                      | Mobile                 | EA                   |
| 2005           | The Sims 2 Mobile                                 | Mobile                 | EA, Maxis            |
| 2005           | System Rush                                       | N-Gage                 | Nokia                |
| 2005           | Tony Hawk's Pro Skater                            | Mobile, N-Gage         | Activision           |
| 2005           | Colin McRae Rally                                 | N-Gage                 | Codemasters          |
| 2004           | The Sims Bustin' Out                              | N-Gage                 | EA                   |
| 2003           | Tomb Raider                                       | N-Gage, Windows Mobile | Eidos Interactive    |